# Conophorus nobilis
Conophorus nobilis är en tvåvingeart som först beskrevs av Friedrich Hermann Loew 1873.  Conophorus nobilis ingår i släktet Conophorus och familjen svävflugor. Inga underarter finns listade i Catalogue of Life.